# Warriors FC

Logo des Singapore Armed Forces FC (1996–2012)

Der Warriors Football Club ist ein singapurischer Fußballverein. Bis 2019 spielte der Verein in der professionellen Singapore Premier League, der höchsten Spielklasse Singapurs.
Der Warriors FC ist der erfolgreichste Verein des Landes. Seit Einführung der S. League 1996 konnte er neunmal die Meisterschaft holen und ist damit Rekordmeister. Zudem konnte er viermal den aktuellen nationalen Pokal, den Singapore Cup (1998 eingeführt), gewinnen. Vor Gründung der professionellen S. League er konnte weitere drei Mal die nationale Meisterschaft sowie viermal den seinerseits nationalen Pokal gewinnen.

## Vereinsgeschichte
Der Verein repräsentiert die Streitkräfte Singapurs (SAF). Er wurde 1975 als Singapore Armed Forces Sports Association (SAFSA) gegründet, um talentierten Fußballspielern, die ihren Wehrdienst (National service) abhielten, die Möglichkeit zu bieten, unter Wettbewerbscharakter Fußball zu spielen. Bis 1996 gewann die SAFSA dreimal die Meisterschaft und dreimal den Pokal.
Als die S. League gegründet wurde, zog die SAF die SAFSA vom Ligabetrieb der National Football League, die bis dato die höchste Spielklasse darstellte, zurück, und gründete am 16. Februar 1995 den Singapore Armed Forces Football Club, welcher aufgrund der Erfolge der SAFSA als einer von acht Klubs an der neueingeführten Profiliga teilnehmen durfte.
Von Beginn an dominierte der SAFFC die neue S. League und ist heute Rekordmeister mit acht Titeln.
Durch den Gewinn der Meisterschaft 2008 durfte der Verein an der Qualifikation zur AFC Champions League 2009 teilnehmen. In der ersten Runde gewann der Verein gegen den Provincial Electricity Authority FC aus Thailand. Im Finale konnte der PSMS Medan aus Indonesien bezwungen werden und die Armed Forces zog als erster singapurischer Verein in die Champions League ein. Großen Anteil am Erfolg hatte hierbei der frühere MVP der AFC Champions League Therdsak Chaiman. In beiden Spielen erzielte er jeweils ein wichtiges Tor.
Am 20. Januar 2013 nannte sich der Verein in Warriors Football Club um.
Ab der Saison 2020 wurde der Verein wegen finanzieller Probleme gesperrt.

## Maskottchen und Spitzname
Das Maskottchen, welches auch im Vereinswappen zu sehen ist, ist ein Rhinozeros. Der Spitzname des Vereins ist aber „The Warriors“, also „Die Krieger“. Ursprünglich wollte der Verein einen "Warrior" als Maskottchen haben, was aber nicht im Sinne der S. League war. Diese wollte nur Tiere als Maskottchen haben und lehnte den Krieger ab. Stattdessen schlug die S. League vor man solle doch einen Wolf wählen. Dies wiederum gefiel der SAF nicht, da ein Wolf nicht das Bild und die Eigenschaften der SAF widerspiegle. Daher entschloss man sich zum Rhinozeros als Wappentier.

## Vereinserfolge
- National Football League

Meister: 1978, 1981, 1986
- S. League[2]

Meister: 1997, 1998, 2000, 2002, 2006, 2007, 2008, 2009, 2014
Vizemeister: 1996, 1999, 2001, 2005
- President’s Cup

Sieger: 1975, 1984, 1986
- Singapore FA Cup

Sieger: 1997, 2006, 2008, 2017
2. Platz: 1996
- Singapore Cup

Sieger: 1999, 2007, 2008, 2012
Finalist: 1998, 2000, 2019
- Singapore Community Shield

Sieger: 2008, 2010, 2015
2. Platz: 2013

## Stadion
Seine Heimspiele trägt der Verein im Jurong East Stadium in Jurong aus. Die Sportstätte hat ein Fassungsvermögen von 2700 Zuschauern.
Koordinaten: 1° 20′ 48,2″ N, 103° 43′ 47,6″ O

## Bekannte ehemalige Spieler
- Therdsak Chaiman (2002, 2005–2009)
- André Gumprecht (2004)
- Federico Martínez (2010)
- Indra Sahdan Bin Daud (2010–2011)
- Gabriel Quak (2019)

## Trainer seit 2005
| Name               | Zeit bei Warriors FC | Zeit bei Warriors FC |
| Name               | von                  | bis                  |
| ------------------ | -------------------- | -------------------- |
| Kim Poulsen        | 1. Juli              | 30. Juni 2006        |
| Richard Bok        | 9. Mai 2006          | 31. Dezember 2012    |
| V Selvaraj         | 1. Januar 2013       | 12. Juni 2013        |
| Alex Weaver        | 12. Juni 2013        | 24. Oktober 2015     |
| Karim Bencherifa   | 24. Oktober 2015     | 6. Januar 2016       |
| Razif Onn          | 26. Oktober 2015     | 31. Dezember 2015    |
| Jörg Steinebrunner | 1. Januar 2016       | 12. Mai 2016         |
| Razif Onn          | 13. Mai 2016         | 1. Januar 2018       |
| Mirko Grabovac     | 4. Januar 2018       | 1. November 2018     |
| Azlan Alipah       | 1. Januar 2019       | heute                |

## Asienpokalbilanz
| Saison    | Wettbewerb                 | Runde          | Gegner                   | Gesamt                | Hinspiel              | Rückspiel             |
| --------- | -------------------------- | -------------- | ------------------------ | --------------------- | --------------------- | --------------------- |
| 1997/98   | Asienpokal der Pokalsieger | 1. Runde       | Instant-Dict             | 6:3                   | 3:2 (A)               | 3:1 (H)               |
| 1997/98   | Asienpokal der Pokalsieger | 2. Runde       | Suwon Samsung Bluewings  | 0:8                   | 0:2 (H)               | 0:6 (A)               |
| 1998/99   | Asian Club Championship    | 1. Runde       | Selangor FA              | 2:4                   | 1:4 (H)               | 1:0 (A)               |
| 1999/2000 | Asian Club Championship    | 1. Runde       | Royal Dolphins           | 11:3                  | 8:1 (H)               | 3:2 (A)               |
| 1999/2000 | Asian Club Championship    | 2. Runde       | FC Chula United          | 2:3                   | 1:1 (H)               | 1:2 (A)               |
| 2000/01   | Asienpokal der Pokalsieger | 1. Runde       | FC Thành phố Hồ Chí Minh | 0:2                   | 0:0 (A)               | 0:2 (H)               |
| 2001/02   | Asian Club Championship    | 1. Runde       | BEC-Tero Sasana          | 1:8                   | 0:3 (A)               | 1:5 (H)               |
| 2007      | AFC Cup                    | Gruppenphase   | Mahindra United          | 1:2                   | 0:2 (H)               | 1:0 (A)               |
| 2007      | AFC Cup                    | Gruppenphase   | Happy Valley AA          | 3:5                   | 1:4 (A)               | 2:1 (H)               |
| 2007      | AFC Cup                    | Gruppenphase   | New Radiant              | 6:3                   | 3:1 (H)               | 3:2 (A)               |
| 2007      | AFC Cup                    | Viertelfinale  | Shabab al-Ordon          | 3:5                   | 0:5 (A)               | 3:0 (H)               |
| 2008      | AFC Cup                    | Gruppenphase   | Kitchee SC               | 6:0                   | 4:0 (H)               | 2:0 (A)               |
| 2008      | AFC Cup                    | Gruppenphase   | Perak FA                 | 6:3                   | 6:1 (A)               | 0:2 (H)               |
| 2008      | AFC Cup                    | Gruppenphase   | New Radiant              | 4:1                   | 3:0 (A)               | 1:1 (H)               |
| 2008      | AFC Cup                    | Viertelfinale  | al-Nahda Club            | 2:4                   | 2:1 (H)               | 0:3 (A)               |
| 2009      | AFC Champions League       | 1. Quali-Runde | PEA FC                   | 4:1 n. V.             | 4:1 n. V.             | 4:1 n. V.             |
| 2009      | AFC Champions League       | 2. Quali-Runde | PSMS Medan               | 2:1 n. V.             | 2:1 n. V.             | 2:1 n. V.             |
| 2009      | AFC Champions League       | Gruppenphase   | Shanghai Shenhua         | 2:5                   | 1:4 (A)               | 1:1 (H)               |
| 2009      | AFC Champions League       | Gruppenphase   | Suwon Samsung Bluewings  | 1:5                   | 0:2 (H)               | 1:3 (A)               |
| 2009      | AFC Champions League       | Gruppenphase   | Kashima Antlers          | 1:9                   | 1:4 (H)               | 0:5 (A)               |
| 2010      | AFC Champions League       | 1. Quali-Runde | Sriwijaya FC             | 3:0                   | 3:0                   | 3:0                   |
| 2010      | AFC Champions League       | 2. Quali-Runde | Muangthong United        | 0:0 n. V. (4:3 i. E.) | 0:0 n. V. (4:3 i. E.) | 0:0 n. V. (4:3 i. E.) |
| 2010      | AFC Champions League       | Gruppenphase   | Henan Construction       | 2:1                   | 0:0 (A)               | 2:1 (H)               |
| 2010      | AFC Champions League       | Gruppenphase   | Suwon Samsung Bluewings  | 2:8                   | 0:2 (H)               | 2:6 (A)               |
| 2010      | AFC Champions League       | Gruppenphase   | Gamba Osaka              | 2:7                   | 2:4 (H)               | 0:3 (A)               |
| 2013      | AFC Cup                    | Gruppenphase   | Semen Padang FC          | 1:5                   | 1:3 (A)               | 0:2 (H)               |
| 2013      | AFC Cup                    | Gruppenphase   | Kitchee SC               | 2:9                   | 2:4 (H)               | 0:5 (A)               |
| 2013      | AFC Cup                    | Gruppenphase   | Churchill Brothers SC    | 1:3                   | 0:3 (A)               | 1:0 (H)               |
| 2015      | AFC Champions League       | 1. Quali-Runde | Yadanarbon FC            | 1:1 n. V. (6:5 i. E.) | 1:1 n. V. (6:5 i. E.) | 1:1 n. V. (6:5 i. E.) |
| 2015      | AFC Champions League       | 2. Quali-Runde | Guangzhou R&F            | 0:3                   | 0:3                   | 0:3                   |
| 2015      | AFC Cup                    | Gruppenphase   | Persipura Jayapura       | –:–                   | 1:3 (A)               | –:– (H)               |
| 2015      | AFC Cup                    | Gruppenphase   | Maziya S&RC              | –:–                   | –:– (A)               | –:– (H)               |
| 2015      | AFC Cup                    | Gruppenphase   | Bengaluru FC             | –:–                   | –:– (A)               | –:– (H)               |